# کی نیشیکوری
کی نیشیکوری (به ژاپنی: 錦織 圭) (زاده ۲۹ دسامبر ۱۹۸۹ - ماتسوئه) تنیس‌باز اهل کشور ژاپن است.

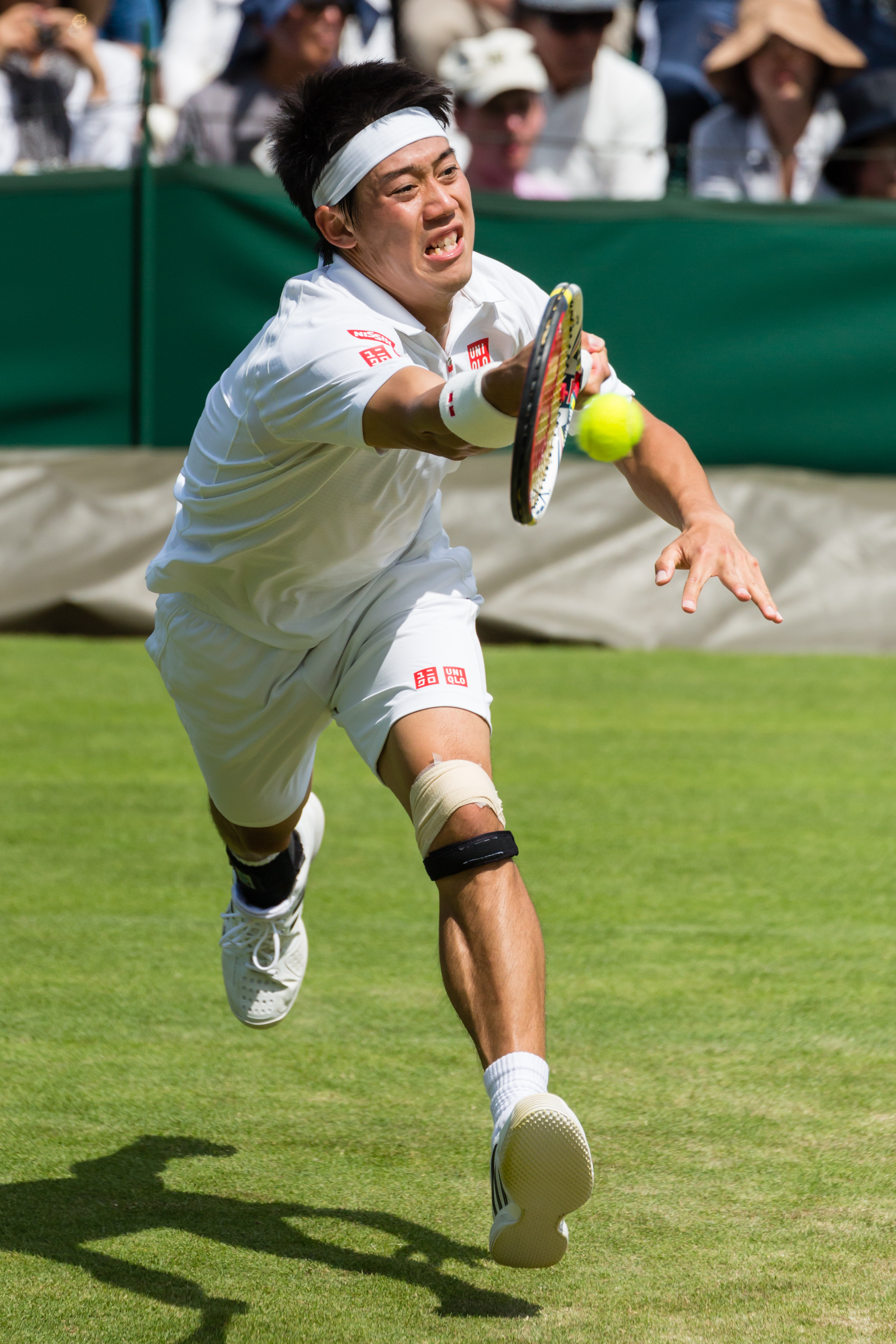
کی نیشیکوری در قهرمانی ویمبلدون ۲۰۱۳

نیشیکوری در مسابقات بین‌المللی مهمی شرکت کرده‌است که می‌توان به صعود وی به مرحله یک چهارم نهایی مسابقات تنیس آزاد استرالیا و مسابقات تنیس بازی‌های المپیک تابستانی ۲۰۱۲ و مدال برنز المپیک ریو ۲۰۱۶ اشاره کرد، بهترین رتبه وی در رتبه‌بندی جهانی تنیس ۱۵ (۸ اکتبر ۲۰۱۲) بوده‌است.